# بيتر براند
بيتر براند (بالإنجليزية: Peter Brand)‏ هو سياسي بريطاني، ولد في 16 مايو 1947. حزبياً، نشط في الديمقراطيون الليبراليون. في الانتخابات العامة في المملكة المتحدة 1997 ‏، انتخب عضو البرلمان الثاني والخمسون للمملكة المتحدة عن دائرة آيل أوف وايت وقد انضم خلال فترته النيابية ‏ (1 مايو 1997 – 14 مايو 2001) للكتلة البرلمانية الديمقراطيون الليبراليون.